# Germán Gabriel
Germán Gabriel, né le 16 novembre 1980, à Caracas, au Venezuela, est un joueur espagnol de basket-ball. Il évolue au poste de pivot.

## Carrière
En juin 2014, il part jouer aux Marinos de Anzoátegui, un club vénézuélien qui dispute la finale du championnat. Au début de la saison 2014-2015, Gabriel rejoint le Bilbao Basket et fin janvier 2015, il signe un contrat avec l'Unicaja Málaga jusqu'à la fin de la saison.

## Palmarès
- Médaille de bronze au Championnat d'Europe 2013.
- 3e des Jeux méditerranéens de 2005
- 3e du championnat d'Europe des 20 ans et moins 2000